# Ghostlight
Ghostlight ist ein Filmdrama von Kelly O’Sullivan und Alex Thompson. Der Film, in dem Keith Kupferer einen Bauarbeiter spielt, dem es bei den Proben für ein Shakespeare-Stück gelingt, den Tod seines Sohnes zu verarbeiten, feierte im Januar 2024 beim Sundance Film Festival seine Premiere. Der US-Kinostart erfolgte Mitte Juni 2024.

## Handlung
Dan ist Bauarbeiter und lebt mit seiner Frau Sharon und ihrer Tochter Daisy in einem Vorort von Illinois. Ihr Sohn ist vor einiger Zeit verstorben. Eher zufällig kommt Dan mit einer Gruppe von Theaterschauspielern unterschiedlichen Alters in Kontakt, die sich an einer Neuinszenierung von William Shakespeares Romeo und Julia versuchen. Besonders Rita, eine ehemalige Schauspielerin am Broadway, ist Feuer und Flamme für das Projekt, spielt sie in dem Stück doch Julia. Sie treffen sich täglich in einem Theater in der Nähe seines Arbeitsplatzes, und bald wird auch Dan Teil der Gruppe. Zunächst soll er die Rolle des Lord Capulet übernehmen. Dann jedoch wird er für die männliche Titelrolle des Romeo besetzt, weil er aufgrund seines Alters besser zu Rita passt.
Dan hält sein neues Hobby vor seiner Familie geheim. Während er sich mit seiner Rolle auseinandersetzt, entdeckt Dan Parallelen zwischen der von ihm gespielten Figur und seinem verstorbenen Sohn.

## Produktion

### Filmstab, Besetzung und Dreharbeiten
Regie führten Kelly O’Sullivan und Alex Thompson. Für O’Sullivan handelt es sich um den ersten Spielfilm, für Thompson nach Saint Frances von 2019 und Rounding von 2022 um den dritten Spielfilm. Bei Saint Frances war O’Sullivan in der Hauptrolle zu sehen und schrieb, wie auch bei Ghostlight, das Drehbuch. Sie arbeitete in der Vergangenheit an verschiedenen Theatern in Chicago. Auch die meisten anderen bei Ghostlight vor und hinter der Kamera stehenden Personen sind in der Stadt tätig.

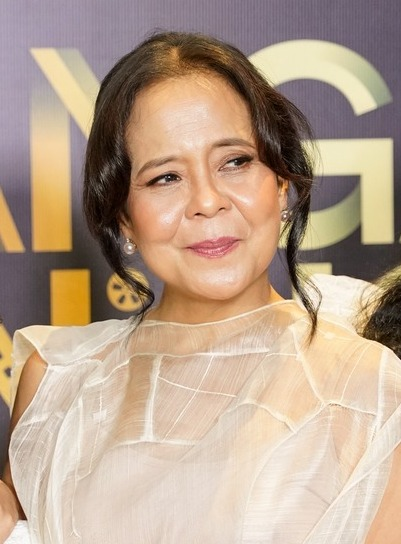
Dolly de Leon spielt die kettenrauchende Rita

Keith Kupferer spielt den Bauarbeiter Dan. Er ist eigentlich in Chicago als Theaterschauspieler bekannt, spielte aber auch in Filmen wie The Dark Knight von Christopher Nolan, Public Enemies von Michael Mann und Widows – Tödliche Witwen von Steve McQueen. Tara Mallen spielt Dans Ehefrau Sharon und Katherine Mallen Kupferer ihre Tochter Daisy. Sie sind auch im wirklichen Leben eine Familie. In einer weiteren Rolle ist die für ihre Rolle in Ruben Östlunds Satire Triangle of Sadness bekannte Schauspielerin Dolly de Leon zu sehen. Sie spielt die kettenrauchende ehemalige Schauspielerin am Broadway namens Rita in Dans Theatergruppe. Hanna Dworkin spielt Lanora, die Regisseurin der Truppe. Bradley Grant Smith, der bereits in Saint Frances spielte, ist in Ghostlight in der Rolle von Jim zu sehen, dem Anwalt der Familie. In einer weiteren Rolle spielt Lia Cubilete eine junge Frau, die Dan auf einem Jahrmarkt kennenlernt.
Die Dreharbeiten fanden im Oktober 2023 in Waukegan statt. Als Kameramann fungierte Luke Dyra. Er war bei O’Sullivans Film Rounding als Oberbeleuchter tätig und arbeitete zudem eng mit Nate Hurtsellers zusammen, dem Kameramann bei Saint Frances.

### Filmmusik und Veröffentlichung
Die Filmmusik komponierte Quinn Tsan. Die Komponistin, Songwriterin und Musikproduzentin aus Chicago veröffentlichte bereits mehrere Folk-Alben: Ghostlight ist ihre vierte Zusammenarbeit mit Regisseur Alex Thompson. Das Soundtrack-Album mit insgesamt 16 Musikstücken soll am 25. Juli 2024 als Download veröffentlicht werden.
Die Weltpremiere des Films fand am 18. Januar 2024 beim Sundance Film Festival statt. Ende Februar, Anfang März 2024 wurde er beim Sun Valley Film Festival gezeigt und hiernach beim South by Southwest Film Festival. Im April 2024 wurde er beim Miami Film Festival vorgestellt. Anfang Mai 2024 wurde er beim Chicago Critics Film Festival gezeigt und hiernach beim Seattle International Film Festival. Im Juni 2024 erfolgten Vorstellungen beim Nantucket Film Festival, beim Sydney Film Festival und beim Bentonville Film Festival. Am 14. Juni 2024 kam der Film in ausgewählte US-Kinos. Im Juli 2024 wird er beim Galway Film Fleadh gezeigt. Am 30. Juli 2024 wird der Film als Video-on-Demand veröffentlicht.

## Rezeption

### Kritiken
Von den bei Rotten Tomatoes aufgeführten Kritiken sind 99 Prozent positiv bei einer durchschnittlichen Bewertung mit 8,2 von 10 möglichen Punkten, womit er aus den 25. Annual Golden Tomato Awards als Drittplatzierter unter den Filmdramen des Jahres 2024 hervorging.  Bei Metacritic erhielt der Film einen Metascore von 84 von 100 möglichen Punkten.
Bilge Ebiri von Vulture schreibt, Ghostlight sei einer der besten Filme des Jahres 2024, und wenn Kelly O’Sullivan und Alex Thompson dem Publikum einen wichtigen Teil der Hintergrundgeschichte zuerst nicht preisgeben, fühle sich dieser Griff im Drehbuch doch richtig an, da sich die Familie selbst nicht mit dem erlittenen Trauma auseinandersetzt.

### Auszeichnungen
Chicago Film Critics Film Festival 2024
- Auszeichnung mit dem Publikumspreis – Narrative Feature[24]

Cleveland International Film Festival 2024
- Nominierung im American Independents Competition[25]

Gotham Awards 2024
- Nominierung für den Darstellerpreis (Keith Kupferer)[26]

Independent Spirit Awards 2025
- Nominierung für den John Cassavetes Award (Kelly O’Sullivan, Alex Thompson, Pierce Cravens, Ian Keiser, Chelsea Krant, Eddie Linker und Alex Wilson)
- Nominierung für die Beste Hauptrolle (Keith Kupferer)[27]

Internationales Filmfestival Thessaloniki 2024
- Auszeichnung mit dem Fischer Audience Award – Official Selection[28]

Leiden International Filmfestival 2024
- Auszeichnung im American Indie Competition[29]

Miami Film Festival 2024
- Nominierung für den MARIMBAS Award[13]

National Board of Review Awards 2024
- Aufnahme in die Top 10 der Independent-Filme[30]

Satellite Awards 2025
- Nominierung als Beste Komödie/Musical
- Auszeichnung als Bester Hauptdarsteller – Komödie/Musical (Keith Kupferer)[31][32]

Seattle Film Critics Society Awards 2024
- Nominierung als Bester Hauptdarsteller (Keith Kupferer)
- Nominierung als Bester Nachwuchs (Katherine Mallen Kupferer)[33]

Seattle International Film Festival 2024
- Auszeichnung für die Beste Regie (Kelly O’Sullivan und Alex Thompson)
- Auszeichnung für die Beste schauspielerische Leistung (Keith Kupferer)[34]

South by Southwest Film Festival 2024
- Nominierung für den Publikumspreis